# 田立文
田立文（1959年9月—），男，河南安阳人，中华人民共和国政治人物、审判业务专家，二级大法官，硕士生导师，现任湖南省高级人民法院院长，中共十九大代表。

## 生平
1982年毕业于商丘师范专科学校。1986年12月加入中国共产党。1988年取得西北政法学院中国刑法专业硕士。1988年8月进入河南省高级人民法院工作，历任书记员，助审员，刑二庭副庭长、审判员，刑二庭庭长、审判委员会委员，刑一庭庭长、审判委员会委员；
2002年7月，任河南省高级人民法院副院长、党组成员(2003年9月至2008年12月在职学习武汉大学刑法学,获法学博士学位)；2011年12月，任河南省高级人民法院副院长(正厅级)、党组副书记。
2018年1月，任湖南省高级人民法院院长、党组书记。